# Satipo
Satipo est une ville du Pérou, située dans la région de Junín, capitale de la province de Satipo.